# Dissay-sous-Courcillon
Dissay-sous-Courcillon là một xã thuộc tỉnh Sarthe trong vùng Pays-de-la-Loire tây bắc nước Pháp. Xã này nằm ở khu vực có độ cao từ 43-132 mét trên mực nước biển.